# باغ يري
باغ‌ يري هي قرية في مقاطعة مراغة، إيران. عدد سكان هذه القرية هو 40 في سنة 2006.